# Isawa-gun

Der Landkreis Isawa (gelb) in der Präfektur Iwate

Isawa (jap. 胆沢郡, -gun) ist ein Landkreis im Südwesten der Präfektur Iwate auf Honshū, der Hauptinsel von Japan.
Am 31. Oktober 2006 umfasste der Landkreis eine Fläche von 179,77 km²; die geschätzte Einwohnerzahl betrug 16.433, die Bevölkerungsdichte mithin circa 91 Einwohner/km².
Zum Landkreis gehört seit 2014 die Stadt Kanegasaki.